# San Felice da Cantalice a Centocelle (titre cardinalice)
Le titre cardinalice de San Felice da Cantalice a Centocelle est institué le 29 avril 1969 par le pape Paul VI.
Le titre cardinalice est attribué à un cardinal-prêtre et rattaché à l'église San Felice da Cantalice (it).

## Titulaires
- Stephen Kim Sou-hwan (1969-2009)
- Luis Antonio Tagle (2012-2020), titre épiscopal pro hac vice (2020-2025)

## Sources
- (it) Cet article est partiellement ou en totalité issu de l’article de Wikipédia en italien intitulé « San Felice da Cantalice a Centocelle (titolo cardinalizio) » (voir la liste des auteurs).